# Финская академия науки и литературы
Финская академия науки и литературы (фин. Suomalainen Tiedeakatemia) — финское научное общество. Офис находится в Хельсинки, деятельность происходит на финском и английском языках.
Финская академия науки и литературы была основана в 1908 году и является второй старейшей академией страны после Финского общества наук и литературы, которое ранее было шведоязычным, но потом стало двуязычным. Вместе с 3 другими научными обществами входит в Академию Финляндии.

## Выборы членов академии
Академия имеет в общей сложности более 300 мест. Когда члену академии исполняется 65 лет, его место свободно для выбора нового члена, но он остается полноправным членом до самой смерти. Академия разделена на две секции: секцию естественных наук и секцию гуманитарных наук.
С 1924 года в академию приглашаются и иностранные члены. Иностранный учёный, зарекомендовавший себя как ведущий исследователь, получивший выдающиеся результаты в мировой науке, может быть избран иностранным членом. Отбор иностранных членов следует тем же принципам, что и отбор местных членов.

## Награды

### Академическая награда
Академическая награда (фин. Kunniapalkinto, англ. Academy Award) является высшей наградой для членов Финской академии науки и литературы. Вручается ежегодно одному (до 1953 года двум) членам академии за работу всей жизни. Академия присуждает эту почётную награду с 1945 года.

### Премия Вяйсяля
Премия Вяйсяля (фин. Väisälän palkinto) учреждена Финской академией наук и литературы совместно с фондом Вяйсяля. Премия вручается выдающимся финским и иностранным учёным, находящимся в активной стадии своей научной карьеры, за достижения в области математики и естественных наук. Премия присуждается решением правления Финской академии наук и литературы и вручается после выступления с лекцией на церемонии награждения. 
Первая премия была вручена в 2000 году и с тех пор присуждается ежегодно. Премия Вяйсяля является финским аналогом Филдсовской премии для молодых математиков и имеет такую же сумму вознаграждения в 15 тысяч, но выплачивается в евро (это примерно в полтора больше Филдсовской премии из-за разницы курсов евро и канадского доллара на 2021 год), а также не имеет формального ограничения по возрасту претендентов.